# Vasilij i Vasilisa
Vasilij i Vasilisa (russisk: Василий и Василиса, da.: Vasilij og Vasilisa) er en sovjetisk spillefilm fra 1981 instrueret af Irina Poplavskaja. Filmen er baseret på Valentin Rasputins roman af samme navn.

## Handling
Vasilij (spillet af Mikhail Kononov) og  Vasilisa (spillet af Olga Ostroumova) har syv børn og er en hårdarbejdende familie, der er respekteret i deres landsby. Men pludselig en dag ændres idyllen: Vasilij begynder at drikke kraftigt, og han sår sin hustru så hun aborterer. Vasilisa sender ham ud i laden. Kort efter udbryder Den Store Fædrelandskrig. Under krigen bliver to af parrets sønner dræbt. Vasilij vender tilbage som en dekoreret krigshelt, men Vasilisa kan ikke tilgive ham.

## Medvirkende
- Olga Ostroumova som Vasilisa
- Mikhail Kononov som Vasilij
- Natalja Bondartjuk som Aleksandra
- Maja Bulgakova
- Andrej Rostotskij

Kilde: IMDb.com